# Carpathonesticus racovitzai
Carpathonesticus racovitzai là một loài nhện trong họ Nesticidae.
Loài này thuộc chi Carpathonesticus. Carpathonesticus racovitzai được miêu tả năm 1980 bởi Dumitrescu.